# واد الرمل (تغرامت)
واد الرمل هي إحدى مشيخات المملكة المغربية، تتبع جغرافيا لإقليم الفحص أنجرة وإداريًا لتغرامت. يقدر عدد سكانها بـ 5787 نسمة حسب الإحصاء الرسمي للسكان والسكنى لسنة 2004.